# Korana nyelv
A korana, ǃkora, grikva, illetve khoemana néven is ismert nyelv (saját megnevezéssel: grikva, korana) veszélyeztetett koiszan nyelv Dél-Afrikában, amit főleg a Dél-afrikai Köztársaságban beszéltek, kisebb részt Namíbiában is.

## Elnevezése
A khoemana jelentése khoe, mint „ember” és mana mint „nyelv”. Ismert még grikva, korana neveken, de időnként földfoki khoekhoeként is hívják.

## Beszélőinek száma
Pontos adat nincs a nyelv beszélőinek számáról, 2008-ban feltehetően alig 30-an beszélték, így közel áll a kihaláshoz. Korábban már kihaltnak is vélték, egészen addig, amíg nem találtak legalább négy idős beszélőt Bloemfontein és Kimberley környékén. 2008-as diplomamunkájában Don Killian, a Helsinki Egyetem hallgatója szerint a nyelvnek kevesebb mint 30 beszélője volt a tanulmány készítése idején. A ǃkora az UNESCO nyelvi atlaszán „veszélyeztetett nyelvként” szerepel. 2012-ben már csak egyetlen személyről tudtak, aki beszéli a nyelvet, de az idős nő nem hajlandó megszólalni rajta.

## Tanúsítás
A nyelvet a nyelvleépülés előtti állapotában 1879-ben Lucy Lloyd rögzítette jegyzeteiben, öt rövid történetet jegyzett fel; Polenis munkájában is jelent meg tanulmány (1975). 2009 óta az EuroBABEL projekt keresi a nyelv fennmaradó beszélőit.